# Liu O
Liu O, novějším přepisem Liou O, (čínsky v českém přepisu Liou E, pchin-jinem Liú È, znaky zjednodušené 刘鹗, tradiční 劉鶚; 18. října 1857, Tan-tchu, dnes městský okres prefektury Čen-ťiang v provincii Ťiang-su – 23. srpna 1909, Urumči, dnes autonomní oblast Sin-ťiang) byl čínský spisovatel, autor nejvýznamnějšího čínského románu z konce čchingské doby Putování Starého Chromce (čínsky v českém přepisu Lao Cchan jou-ťi, pchin-jinem Lǎo Cán Yóujì, znaky 老残游记).

## Život
Přestože pocházel ze staré literátské rodiny, odmítl složit státní zkoušky a rozhodl se, že bude podnikatelem a obchodníkem. Usiloval o modernizaci Číny stavbou železnic o otevíráním dolů a známým se stal také díky svému podílu na záchranných pracích při povodni na Žluté řece roku 1888. Během Boxerského povstání se snažil rozdělovat vládní zásoby rýže mezi chudé. Protože propagoval využití zahraničního kapitálu, byl pronásledován konzervativními kruhy a roku 1908 byl poslán do vyhnanství do Turkestánu (záminkou byla jeho činnost během Boxerského povstání), kde během dalšího roku zemřel.
Kromě literární činnosti proslul i jako sběratel nejstarších čínských nápisů na věšteckých kostech.

## Putování Starého Chromce
Román Putování Starého Chromce napsal Liu O v letech 1903-1904. Dílo obsahuje 28 kapitol, vycházelo nejprve na pokračování a knižně bylo vydáno roku 1907. Jeho hlavním hrdinou je potulný doktor Lao Cchan (jakási personifikace autora), který se na svých cestách po provincii Šan-tung potkává s různými lidmi z různých prostředí (úředníci i prostí rolníci a řemeslníci). Na základě jejich vyprávění pak autor vytváří obraz mandžuského režimu založeného na ukrutném a ničemném jednání čínské byrokracie. V románu se střídají realistické popisy a filosofické úvahy s lyrickými náladami a s obrazy přírodních prostředí. Prudké kontrastní skoky ve vyprávění z jedné životní sféry do druhé pak umělecky silně podporují zobrazení všech protikladů konečného rozkladu starého řádu.

## Česká vydání
- LIU, O. Putování Starého Chromce. Překlad Jaroslav Průšek. Praha: Melantrich, 1947.
- LIOU, O. Putování Starého Chromce. Překlad Jaroslav Průšek. Praha: SNKLHU, 1960.